# Comuna Zahaipil, Colomeea
Zahaipil (în ucraineană Загайпіль) este o comună în raionul Colomeea, regiunea Ivano-Frankivsk, Ucraina, formată din satele Kobîleț, Nazirna și Zahaipil (reședința).

## Demografie
Componența lingvistică a comunei Zahaipil
     Ucraineană (99,47%)
     Alte limbi (0,53%)
Conform recensământului din 2001, majoritatea populației comunei Zahaipil era vorbitoare de ucraineană (99,47%), existând în minoritate și vorbitori de alte limbi.